# Saad el-Shazly
Saad Mohamed el-Husseiny el-Shazly (en árabe: سعد الدين محمد الحسيني الشاذلي‎) (1 de abril de 1922 – 10 de febrero de 2011) fue un comandante del ejército egipcio y el jefe de gabinete de Egipto durante la guerra de Yom Kipur. Tras su crítica pública de los Acuerdos de Camp David, fue despedido de su cargo como embajador en Gran Bretaña y Portugal y se trasladó a Argelia en calidad de refugiado político.
Se le atribuye el equipamiento y la preparación de las Fuerzas Armadas de Egipto en los años anteriores a la exitosa captura de la línea israelí Bar Lev al comienzo de la guerra de 1973. Fue despedido de su cargo el 13 de diciembre de 1973.

## Guerra de Yom Kipur (1973)

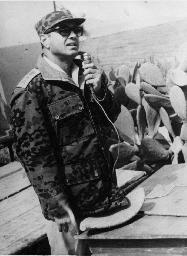
El teniente general Shazly durante la guerra de Yom Kipur.

El ejército israelí había creado previamente a la contienda una línea defensiva llamada línea Bar Lev que se fortaleció con varias fortificaciones en la orilla oriental del canal de Suez que separaba al ejército israelí del egipcio. También construyeron una barrera de arena de 17 metros de altura en las orillas del canal para evitar cualquier intento de cruzarlo por parte del ejército egipcio.
A las 2 de la tarde del 6 de octubre de 1973, bajo el mando del general Shazly, 200 aviones egipcios sobrevolaron el canal a baja altura, se adentraron en la península del Sinaí y atacaron a las fuerzas clave israelíes, mientras que 2000 piezas de artillería abrían fuego contra las fortificaciones y campos minados de la línea Bar Lev. La primera oleada de asalto de 4000 hombres cruzó el canal de Suez y abrió 70 pasajes a través de la barrera de arena con bombas de agua a alta presión. Nuevas oleadas de infantería egipcia continuaron cruzando el canal y capturaron la mayoría de los puntos clave y fortificaciones de la línea Bar Lev. Al día siguiente, 7 de octubre, se ensamblaron cinco puentes sobre el canal, y las divisiones blindadas del ejército egipcio comenzaron a cruzar el canal hacia el Sinaí. El 8 de octubre, el contraataque israelí no logró hacer retroceder al ejército egipcio. El ejército israelí lo intentó nuevamente el 9 de octubre, sufriendo grandes pérdidas. Israel perdió más de 260 tanques en dos días.
Después de esa victoria inicial, Shazly se enfrentó con el presidente Sadat por la decisión de Sadat de lanzar una nueva ofensiva para avanzar hacia los Pasos del Sinaí. El general Shazly se opuso firmemente a cualquier avance hacia el este que dejara a las fuerzas egipcias expuestas a la Fuerza Aérea Israelí sin una cobertura aérea adecuada. Sadat insistió y ordenó a los generales que ejecutaran la orden destinada a ayudar a los sirios. El 14 de octubre, se lanzó la ofensiva, pero fracasó con grandes pérdidas egipcias. Esto pudo haber contribuido al éxito de una atrevida operación israelí que se abrió camino hacia el oeste entre el segundo y el tercer ejército de Egipto y cruzó desde el Sinaí hasta el continente a través de los Lagos Amargos. Una vez más, el presidente Sadat rechazó el plan del general Shazly de mover algunas de las brigadas blindadas del ejército egipcio para luchar contra las tropas israelíes.

## Legado
Después de abandonar el ejército, Shazly escribió su relato de la guerra de 1973.
Después de la revolución del 25 de enero de 2011 y la remoción de Mubarak del gobierno egipcio, Shazly fue honrado al poner su nombre en los graduados de la Academia Militar egipcia del año 2013.
Fue galardonado con la Orden del Nilo, el premio más alto de Egipto, en octubre de 2012 por el presidente Mohammed Morsi por su conducta durante la guerra de 1973 con Israel.
También fue honrado al bautizar con su nombre una nueva carretera que conecta la carretera de circunvalación de El Cairo con la carretera del desierto de Ismailía que están construyendo los ingenieros de las fuerzas armadas. El canal Al Jazeera Documentales produjo una película sobre su vida en 2012-2013.

## Publicaciones
- Shazly, Saad (2004). October War (ed. árabe). American Mideast Research.
- Shazly, Saad (1986). The Arab Military Option, American Mideast Research.
- Shazly, Saad (1980). The Crossing of the Suez, American Mideast Research. ISBN 0-9604562-0-1 (1980), ISBN 0-9604562-2-8 (2003: Edición revisada).
- Shazly, Saad (1972). Our Religious Creed Is Our Way to Victory [Aqidatuna ad-Deeniya Tariquna li'l-Nasr], El Cairo: Ministerio de Defensa.